# Zofia Chomętowska
Zofia Katarzyna Chomętowska, de domo Drucka Lubecka, primo voto Czechowicz-Lachowicka, secundo voto Chomętowska (ur. 8 grudnia 1902 w Parochońsku, zm. 20 maja 1991 w Buenos Aires) – artystka-fotograf.

## Życiorys
Pochodziła z arystokratycznej rodziny książąt Druckich-Lubeckich, córka Feliksa i Bronisławy z Buchowieckich. Zamieszkała w majątku Parochońsk na Polesiu. 3 września 1919 wyszła za mąż za Władysława Czechowicza-Lachowickiego h. Ostoja. Po unieważnieniu tego małżeństwa 25 września 1929 wyszła za mąż za Jakuba Chomętowskiego h. Lis i rozwiodła się z nim w 1939.
Ukończyła francuską szkołę średnią w Petersburgu. Od 1928 fotografowała aparatem małoobrazkowym Leica. W 1937 przyjęta w poczet członków Fotoklubu Polskiego. W latach 1938–1939 członkini Fotoklubu Warszawskiego. Była członkinią Polskiego Towarzystwa Fotograficznego – w 1939 została wybrana do ostatniego Zarządu PTF. Jej fotografie dokumentalne, przedstawiono na wystawie „Warszawa wczoraj, dziś i jutro” zorganizowanej w 1939 w Muzeum Narodowym przez prezydenta stolicy Stefana Starzyńskiego. Swoje fotografie publikowała m.in. w tygodniku „Świat” i wystawiała na wielu wystawach w kraju i za granicą.
Wraz z Tadeuszem Przypkowskim była fotoserwisantką wystawy Warszawa oskarża (1945) – pierwszej powojennej polskiej wystawy fotograficznej pokazywanej w warszawskim Muzeum Narodowym, innych miastach kraju oraz poza granicami w innych stolicach, gdzie pokazano zdjęcia stolicy zburzonej w czasie II wojny światowej i powojenne powroty jej mieszkańców. Negatywy zdjęć ocalone i wyniesione z powstania warszawskiego autorka podarowała Muzeum Warszawy. Po wojnie do Muzeum trafiło ok. 5 tys. negatywów z okresu 1923–1939 oraz 1945–1947. Negatywy przedstawiające głównie Kresy autorka przekazała Emilii Boreckiej – organizatorce pierwszej powojennej wystawy pt. Pół wieku Warszawy w fotografii Zofii Chomętowskiej. W 1947 Chomętowska wyjechała do Argentyny. W roku 1971 odwiedziła Warszawę. Pochowana na cmentarzu Powązkowskim w Warszawie (kwatera 234-4-1/2).

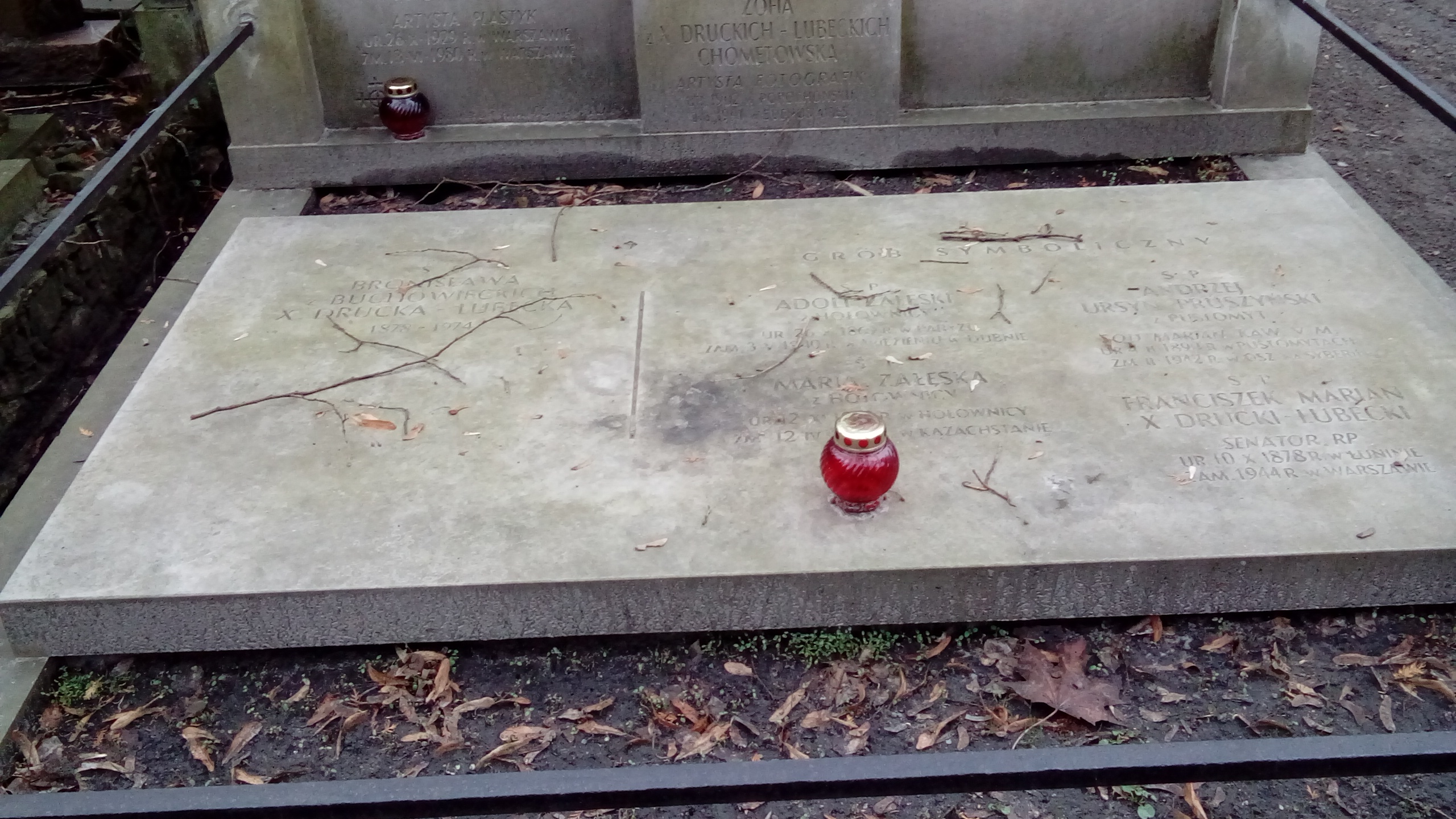
Grób Franciszka Druckiego-Lubeckiego i Zofii Chomętowskiej na cmentarzu Powązkowskim

W 2010 archiwum jej negatywów sprowadzono do Polski.